# Maniglia d'armamento

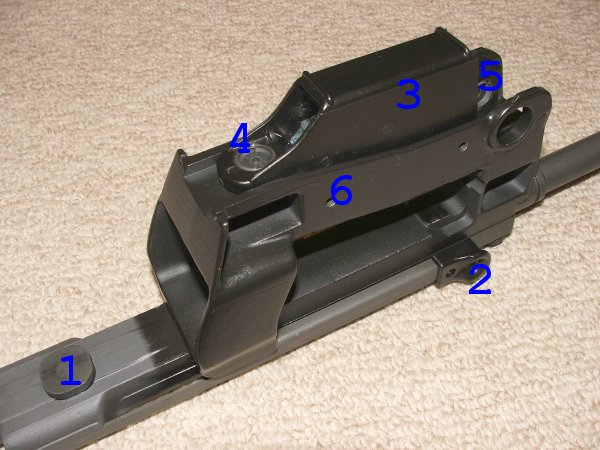
La manetta d'armamento è la numero 2

La maniglia d'armamento o manetta d'armamento (o tiretto d'armamento) è quella parte delle armi da fuoco che, quando operata, porta indietro l'otturatore armando così il percussore. 
Tirata indietro, la manetta d'armamento permette di:
- espellere il bossolo di un colpo sparato o una cartuccia non funzionante;
- estrarre e camerare una cartuccia dal caricatore o inserirne una direttamente dalla finestra d'espulsione;
- risolvere un inceppamento, una doppia incamerazione (due cartucce inserite insieme) o un fallimento d'estrazione (un bossolo rimasto incastrato nella finestra d'espulsione);
- controllare che la camera di scoppio sia vuota;
- spostare l'otturatore in batteria (ruolo che in alcune armi è svolto dal forward assist[serve traduzione];
- rilasciare l'otturatore bloccato in posizione arretrata.

L'aspetto della maniglia d'armamento varia nettamente tra tipi di armi, ma generalmente prende la forma di una piccola protrusione o gancio sul lato della culatta, di solito sul lato destro (per tiratori destrimani) o a volte in posizione ambidestra (come nell'FN P90), ma anche come pompa a slitta (nei fucili a pompa) o a leva (nei fucili a leva); il carrello delle pistole semiautomatiche svolge un ruolo simile alla maniglia d'armamento. Ci sono vari fattori da considerare nella progettazione di questa, specie se l'arma ha un impiego particolare: un problema da affrontare è il tempo medio fra i guasti dato dallo stress del metallo, in quanto questa parte, specie con un uso intenso, può rompersi. Un'altra caratteristica da considerare è se la manetta è sufficientemente grande da poter essere usata da una persona con dei guanti pesanti o indumenti protettivi. Alcune armi come la FN F2000 hanno considerato questa caratteristica. Alcune armi, come l'Enfield SA-80 (L-85), hanno una scanalatura per pollice al fine di migliorare la presa durante l'uso.